# Az Esküdt ellenségek: Különleges ügyosztály epizódjainak listája (16. évadtól)
Az itt látható epizódlista Esküdt ellenségek: Különleges ügyosztály című amerikai televíziós sorozat epizódjait tartalmazza a 16. évadtól kezdődően.

## Előző évadok
A sorozat első 15 évadának epizódjait Az Esküdt ellenségek: Különleges ügyosztály epizódjainak listája szócikk tartalmazza.

## 16. évad (2014-2015)
| Sor. | Év. | Cím                                             | Rendező            | Író | Premier                               | Nézettség    |
| --- | --- | ----------------------------------------------- | ------------------ | --- | ------------------------------------- | ------------ |
| 344. | 1.  | Eltűnt lányok (Girls Disappeared)               | Alex Chapple       | Történet: Robert Brooks Cohen és Kevin Fox Tévéjáték: Warren Leight és Julie Martin                                    | 2014. szeptember 24. 2023. október 1. | 10,07 millió |
| 345. | 2.  | A kegyvesztett (American Disgrace)              | Arthur W. Forney   | Warren Leight és Julie Martin                                                                                          | 2014. október 1. 2023. október 1.     | 7,73 millió  |
| 346. | 3.  | A producer backendje (Producer's Backend)       | Michael Pressman   | Történet: Jill Abbinanti és Brianna Yellen Tévéjáték: Julie Martin és Warren Leight                                    | 2014. október 8. 2023. október 1.     | 7,55 millió  |
| 347. | 4.  | Holden kiáltványa (Holden's Manifesto)          | Jean de Segonzac   | Történet: Julie Martin és Warren Leight Tévéjáték: Kevin Fox                                                           | 2014. október 15. 2023. október 1.    | 7,16 millió  |
| 348. | 5.  | A pornósztár requiemje (Pornstar's Requiem)     | Jennifer Getzinger | Történet: Robert Brooks Cohen és Céline C. Robinson Tévéjáték: Kevin Fox és Warren Leight                              | 2014. október 22. 2023. október 1.    | 7,19 millió  |
| 349. | 6.  | A glasgow-i haragja (Glasgowman's Wrath)        | Jean de Segonzac   | Történet: Brianna Yellen és Jill Abbinanti Tévéjáték: Julie Martin és Warren Leight                                    | 2014. november 5. 2023. október 1.    | 7 millió     |
| 350. | 7.  | Chicago Crossover (Chicago Crossover)           | Steve Shill        | Történet: Ed Zuckerman Tévéjáték: Dick Wolf és Warren Leight                                                           | 2014. november 12. 2023. október 1.   | 10,01 millió |
| Ez az epizód egy crossover második része amely, a Lángoló Chicago "Senki sem ér hozzá" (3x7) című részében kezdődött el, valamint a Bűnös Chicago "Csak a testemen át" (2x7) című részében fejeződik be. |     |                                                 |                    | |                                       |              |
| 351. | 8.  | Házastársi titoktartás (Spousal Privilege)      | Sharat Raju        | Történet: Julie Martin és Samantha Corbin-Miller Tévéjáték: Warren Leight és Julie Martin                              | 2014. november 19. 2023. október 1.   | 7,93 millió  |
| 352. | 9.  | Tizenhetes minta (Pattern Seventeen)            | Martha Mitchell    | Kevin Fox | 2014. december 10. 2023. október 1.   | 6,90 millió  |
| 353. | 10. | Megbocsátó Rollins (Forgiving Rollins)          | Michael Slovis     | Julie Martin és Warren Leight                                                                                          | 2015. január 7. 2023. október 1.      | 7,76 millió  |
| 354. | 11. | A provokatőr (Agent Provocateur)                | Alex Chapple       | Samantha Corbin-Miller                                                                                                 | 2015. január 14. 2023. október 1.     | 6,68 millió  |
| 355. | 12. | Padre Sandunguero (Padre Sandunguero)           | Mariska Hargitay   | Történet: Peter Blauner Tévéjáték: Peter Blauner és Warren Leight                                                      | 2015. január 21. 2023. október 1.     | 6,77 millió  |
| 356. | 13. | Hanyatló erkölcsök (Decaying Morality)          | Michael Pressman   | Kevin Fox és Brianna Yellen                                                                                            | 2015. február 4. 2023. október 1.     | 6,20 millió  |
| 357. | 14. | Megfélemlítő játék (Intimidation Game)          | Jean de Segonzac   | Történet: Céline C. Robinson és Robert Brooks Cohen Tévéjáték: Julie Martin, Céline C. Robinson és Robert Brooks Cohen | 2015. február 11. 2023. október 1.    | 6,12 millió  |
| 358. | 15. | Fedőneve: Anya (Undercover Mother)              | Steve Shill        | Warren Leight és Julie Martin                                                                                          | 2015. február 18. 2023. október 1.    | 6,45 millió  |
| 359. | 16. | Decemberi napforduló (December Solstice)        | Sharat Raju        | Ed Zuckerman | 2015. február 25. 2023. október 1.    | 7,72 millió  |
| 360. | 17. | Próbaidő megszegése (Parole Violations)         | Jean de Segonzac   | Jill Abbinanti | 2015. március 25. 2023. október 1.    | 5,92 millió  |
| 361. | 18. | Pusztító történet (Devastating Story)           | Michael Slovis     | Samantha Corbin-Miller                                                                                                 | 2015. április 1. 2023. október 1.     | 6,25 millió  |
| 362. | 19. | Mentesség biztosítása (Granting Immunity)       | Holly Dale         | Történet: Brianna Yellen és A. Zell Williams Tévéjáték: Julie Martin és Warren Leight                                  | 2015. április 8. 2023. október 1.     | 7,31 millió  |
| 363. | 20. | Álomhívő (Daydream Believer)                    | Martha Mitchell    | Történet: Julie Martin és Ed Zuckerman Tévéjáték: Warren Leight és Matt Olmstead                                       | 2015. április 29. 2023. október 1.    | 9,28 millió  |
| 364. | 21. | Perverz igazságszolgáltatás (Perverted Justice) | Alex Chapple       | Történet: Robert Brooks Cohen és Céline C. Robinson Tévéjáték: Warren Leight és Julie Martin                           | 2015. május 6. 2023. október 1.       | 6,11 millió  |
| 365. | 22. | Szülők rémálma (Parents' Nightmare)             | Jean de Segonzac   | Kevin Fox és Brendan Feeney                                                                                            | 2015. május 13. 2023. október 1.      | 6,82 millió  |
| 366. | 23. | Noah átadása (Surrendering Noah)                | Michael Slovis     | Julie Martin és Warren Leight                                                                                          | 2015. május 20. 2023. október 1.      | 6,96 millió  |

## 17. évad (2015-2016)
| Sor. | Év. | Cím                                               | Rendező            | Író | Premier                                | Nézettség   |
| --- | --- | ------------------------------------------------- | ------------------ | --- | -------------------------------------- | ----------- |
| 367. | 1.  | Ördög boncolások (Devil's Dissections)            | Jean de Segonzac   | Történet: Warren Leight és Julie Martin Tévéjáték: Kevin Fox                                                                  | 2015. szeptember 23. 2023. február 14. | 8,27 millió |
| 368. | 2.  | Bűnügyi patológia (Criminal Pathology)            | Alex Chapple       | Történet: Julie Martin és Warren Leight Tévéjáték: Kevin Fox                                                                  | 2015. szeptember 23. 2023. február 14. | 8,27 millió |
| 369. | 3.  | Transzneműek hídja (Transgender Bridge)           | Arthur W. Forney   | Történet: Jill Abbinanti és Céline C. Robinson Tévéjáték: Julie Martin és Warren Leight                                       | 2015. szeptember 30. 2023. február 14. | 6,69 millió |
| 370. | 4.  | Intézményes kudarc (Institutional Fail)           | Martha Mitchell    | Történet: Julie Martin és Brianna Yellen Tévéjáték: Samantha Corbin-Miller                                                    | 2015. október 7. 2023. február 14.     | 7 millió    |
| 371. | 5.  | Közösségi rendfenntartás (Community Policing)     | Jean de Segonzac   | Történet: Warren Leight és A. Zell Williams Tévéjáték: Kevin Fox                                                              | 2015. október 14. 2023. február 14.    | 6,20 millió |
| 372. | 6.  | Anyai ösztönök (Maternal Instincts)               | Michael Pressman   | Történet: Warren Leight és Julie Martin Tévéjáték: Robert Brooks Cohen                                                        | 2015. október 21. 2023. február 14.    | 6,33 millió |
| 373. | 7.  | Terhes atyai örökség (Patrimonial Burden)         | Martha Mitchell    | Történet: Jill Abbinanti és Céline C. Robinson Tévéjáték: Warren Leight és Julie Martin                                       | 2015. november 4. 2023. február 14.    | 6,55 millió |
| 374. | 8.  | A melankólia nyomában (Melancholy Pursuit)        | Michael Pressman   | Történet: Warren Leight és Julie Martin Tévéjáték: Brianna Yellen és Samantha Corbin-Miller                                   | 2015. november 11. 2023. február 14.   | 7,76 millió |
| 375. | 9.  | A romlottság mércéje (Depravity Standard)         | Martha Mitchell    | Ed Zuckerman | 2015. november 18. 2023. február 14.   | 6,29 millió |
| 376. | 10. | Behálózó tanárnő (Catfishing Teacher)             | Michael Slovis     | Kevin Fox | 2016. január 6. 2023. február 14.      | 7,84 millió |
| 377. | 11. | Incidens a városházán (Townhouse Incident)        | Nick Gomez         | Brianna Yellen | 2016. január 13. 2023. február 14.     | 8,01 millió |
| 378. | 12. | Egy félreértés (A Misunderstanding)               | Mariska Hargitay   | Céline C. Robinson | 2016. január 20. 2023. február 14.     | 6,91 millió |
| 379. | 13. | Negyvenegy szemtanú (Forty-One Witnesses)         | Michael Pressman   | Robert Brooks Cohen | 2016. február 3. 2023. február 14.     | 7,31 millió |
| 380. | 14. | Országos körözés (Nationwide Manhunt)             | Alex Chapple       | Warren Leight és Julie Martin                                                                                                 | 2016. február 10. 2023. február 14.    | 7,59 millió |
| Ez az epizód egy crossover első része amely, a Bűnös Chicago "Gregory Williams dalai" (3x14) című részében fejeződik be. |     |                                                   |                    | |                                        |             |
| 381. | 15. | Járulékos veszteség (Collateral Damages)          | Rosemary Rodriguez | Samantha Corbin-Miller | 2016. február 17. 2023. február 14.    | 7,73 millió |
| 382. | 16. | Rajongó áldozatok (Star-Struck Victims)           | Michael Pressman   | A. Zell Williams | 2016. február 24. 2023. február 14.    | 6,47 millió |
| 383. | 17. | Manhattan állomás (Manhattan Transfer)            | Alex Chapple       | Történet: Julie Martin és Warren Leight Tévéjáték: Kevin Fox és Brendan Feeney                                                | 2016. március 2. 2023. február 14.     | 6,86 millió |
| 384. | 18. | A legistentelenebb szövetség (Unholiest Alliance) | Jean de Segonzac   | Történet: Warren Leight és Julie Martin Tévéjáték: Kevin Fox és Brendan Feeney                                                | 2016. március 23. 2023. február 14.    | 6,11 millió |
| 385. | 19. | Védett száműzöttek (Sheltered Outcasts)           | Mariska Hargitay   | Ed Zuckerman | 2016. március 30. 2023. február 14.    | 6,07 millió |
| 386. | 20. | Divatos bűntények (Fashionable Crimes)            | Martha Mitchell    | Penelope Koechl és Jill Lorie Hurst                                                                                           | 2016. május 4. 2023. február 14.       | 5,26 millió |
| 387. | 21. | Valóságos támadás (Assaulting Reality)            | Alex Chapple       | Történet: Julie Martin, Warren Leight, Brianna Yellen és Robert Brooks Cohen Tévéjáték: Brianna Yellen és Robert Brooks Cohen | 2016. május 11. 2023. február 14.      | 6,06 millió |
| 388. | 22. | Kereszteződő életek (Intersecting Lives)          | Jonathan Starch    | Julie Martin és Warren Leight                                                                                                 | 2016. május 18. 2023. február 14.      | 5,78 millió |
| 389. | 23. | Őszinte részek (Heartfelt Passages)               | Alex Chapple       | Warren Leight és Julie Martin                                                                                                 | 2016. május 25. 2023. február 14.      | 7,19 millió |

## 18. évad (2016-2017)
| Sor. | Év. | Cím                                              | Rendező             | Író                                                                               | Premier                                | Nézettség   |
| ---- | --- | ------------------------------------------------ | ------------------- | --------------------------------------------------------------------------------- | -------------------------------------- | ----------- |
| 390. | 1.  | Terrorban tartva (Terrorized)                    | Alik Sakharov       | Rick Eid és Julie Martin                                                          | 2016. szeptember 21. 2023. február 14. | 7,83 millió |
| 391. | 2.  | Az erőszaktevő háttértörténete (Making a Rapist) | Michael Pressman    | Kevin Fox                                                                         | 2016. szeptember 28. 2023. február 14. | 6,09 millió |
| 392. | 3.  | Imposztor (Imposter)                             | Jean de Segonzac    | Rick Eid és Gavin Harris                                                          | 2016. október 5. 2023. február 14.     | 5,76 millió |
| 393. | 4.  | Erős érzelmek (Heightened Emotions)              | Alex Chapple        | Julie Martin és Céline C. Robinson                                                | 2016. október 12. 2023. február 14.    | 5,88 millió |
| 394. | 5.  | Megszakított erőszak (Rape Interrupted)          | Michael Pressman    | Julie Martin és Brianna Yellen                                                    | 2016. október 26. 2023. február 14.    | 5,85 millió |
| 395. | 6.  | Keresztrím (Broken Rhymes)                       | Adam Bernstein      | Rick Eid és Jeffrey Baker                                                         | 2016. november 9. 2023. február 14.    | 5,55 millió |
| 396. | 7.  | A következő fejezet (Next Chapter)               | Fred Berner         | Rick Eid és Gavin Harris                                                          | 2017. január 4. 2023. február 14.      | 5,82 millió |
| 397. | 8.  | Keressük Theót (Chasing Theo)                    | Jean de Segonzac    | Julie Martin és Robert Brooks Cohen                                               | 2017. január 11. 2023. február 14.     | 6,05 millió |
| 398. | 9.  | Hanyatlás és bukás (Decline and Fall)            | Jean de Segonzac    | Ed Zuckerman és Robert Brooks Cohen                                               | 2017. január 18. 2023. február 14.     | 6,46 millió |
| 399. | 10. | Anyai szeretet (Motherly Love)                   | Mariska Hargitay    | Rick Eid és Julie Martin                                                          | 2017. február 8. 2023. február 14.     | 6,93 millió |
| 400. | 11. | Szép remények (Great Expectations)               | Martha Mitchell     | Kevin Fox és Brendan Feeney                                                       | 2017. február 15. 2023. február 14.    | 6 millió    |
| 401. | 12. | Nem adjuk fel (No Surrender)                     | Stephanie Marquardt | Gavin Harris és Kinan Copen                                                       | 2017. február 22. 2023. február 14.    | 5,76 millió |
| 402. | 13. | Gének (Genes)                                    | Michael Pressman    | Rick Eid és Céline C. Robinson                                                    | 2017. március 22. 2023. február 14.    | 5,19 millió |
| 403. | 14. | Nettó érték (Net Worth)                          | Alex Chapple        | Rick Eid és Jeffrey Baker                                                         | 2017. március 29. 2023. február 14.    | 5 millió    |
| 404. | 15. | A mindentudó (Know It All)                       | Jonathan Herron     | Ed Zuckerman és Kevin Fox                                                         | 2017. április 5. 2023. február 14.     | 5,07 millió |
| 405. | 16. | A szerkesztőség (The Newsroom)                   | Jono Oliver         | Történet: Julie Martin és Brianna Yellen Tévéjáték: Warren Leight és Julie Martin | 2017. április 26. 2023. február 14.    | 5,22 millió |
| 406. | 17. | Valódi állhír (Real Fake News)                   | Martha Mitchell     | Ed Zuckerman                                                                      | 2017. május 3. 2023. február 14.       | 5,06 millió |
| 407. | 18. | Megigézve (Spellbound)                           | Jean de Segonzac    | Gavin Harris és Kinan Copen                                                       | 2017. május 10. 2023. február 14.      | 5,01 millió |
| 408. | 19. | Megtérítés (Conversion)                          | Alex Chapple        | Kevin Fox és Brendan Feeney                                                       | 2017. május 17. 2023. február 14.      | 5,56 millió |
| 409. | 20. | Amerikai álom (American Dream)                   | Jean de Segonzac    | Rick Eid és Julie Martin                                                          | 2017. május 24. 2023. február 14.      | 5,80 millió |
| 410. | 21. | Menedékhely (Sanctuary)                          | Michael Pressman    | Rick Eid és Julie Martin                                                          | 2017. május 24. 2023. február 14.      | 6,22 millió |

## 19. évad (2017-2018)
| Sor. | Év. | Cím                                                            | Rendező             | Író                                    | Premier                                | Nézettség   |
| ---- | --- | -------------------------------------------------------------- | ------------------- | -------------------------------------- | -------------------------------------- | ----------- |
| 411. | 1.  | Leléptem horgászni (Gone Fishin)                               | Alex Chapple        | Michael Chernuchin                     | 2017. szeptember 27. 2023. február 14. | 5,67 millió |
| 412. | 2.  | Hangulat (Mood)                                                | Michael Pressman    | Allison Intrieri                       | 2017. október 4. 2023. február 14.     | 5,82 millió |
| 413. | 3.  | A bűnnek megfelelő büntetés (Contrapasso)                      | Jean de Segonzac    | Richard Sweren                         | 2017. október 11. 2023. február 14.    | 5,79 millió |
| 414. | 4.  | Nincs jó indok (No Good Reason)                                | Martha Mitchell     | Julie Martin és Brianna Yellen         | 2017. október 18. 2023. február 14.    | 5,58 millió |
| 415. | 5.  | Bonyolult (Complicated)                                        | Tricia Brock        | Céline C. Robinson                     | 2017. október 25. 2023. február 14.    | 5,81 millió |
| 416. | 6.  | Előre meg nem fontolt következmények (Unintended Consequences) | Jonathan Herron     | Elizabeth Rinehart                     | 2017. november 8. 2023. február 14.    | 4,97 millió |
| 417. | 7.  | Valami történt (Something Happened)                            | Alex Chapple        | Michael Chernuchin                     | 2017. november 29. 2023. február 14.   | 7,07 millió |
| 418. | 8.  | Szándék (Intent)                                               | Adam Bernstein      | Robert Brooks Cohen és Lawrence Kaplow | 2017. december 6. 2023. február 14.    | 6,18 millió |
| 419. | 9.  | Eltűnt a gyerek (Gone Baby Gone)                               | Jean de Segonzac    | Lawrence Kaplow és Elizabeth Rinehart  | 2018. január 3. 2023. február 14.      | 6,23 millió |
| 420. | 10. | Patológiás eset (Pathological)                                 | Jono Oliver         | Brianna Yellen                         | 2018. január 10. 2023. február 14.     | 6,06 millió |
| 421. | 11. | Repülni fogsz (Flight Risk)                                    | Michael Pressman    | Julie Martin és Allison Intrieri       | 2018. január 17. 2023. február 14.     | 6,21 millió |
| 422. | 12. | Infóháborúk (Info Wars)                                        | Michael Slovis      | Richard Sweren és Robert Brooks Cohen  | 2018. január 31. 2023. február 14.     | 5,48 millió |
| 423. | 13. | A felfedezésre váró ország (The Undiscovered Country)          | Alex Chapple        | Michael Chernuchin                     | 2018. február 7. 2023. február 14.     | 6,64 millió |
| 424. | 14. | Démonüldözés (Chasing Demons)                                  | Fred Berner         | Richard Sweren és Allison Intrieri     | 2018. február 28. 2023. február 14.    | 5,55 millió |
| 425. | 15. | A szülők távollétében (In Loco Parentis)                       | Norberto Barba      | Michael Chernuchin és Julie Martin     | 2018. március 7. 2023. február 14.     | 5,51 millió |
| 426. | 16. | Vakmerőség (Dare)                                              | Christopher Misiano | Richard Sweren és Céline C. Robinson   | 2018. március 14. 2023. február 14.    | 6,13 millió |
| 427. | 17. | Küldjétek be a bohócokat (Send in the Clowns)                  | Alex Chapple        | Julie Martin és Brianna Yellen         | 2018. március 21. 2023. február 14.    | 6,51 millió |
| 428. | 18. | Szolgálat (Service)                                            | Fred Berner         | Lawrence Kaplow és Céline C. Robinson  | 2018. április 11. 2023. február 14.    | 5,43 millió |
| 429. | 19. | Az elveszett költségek csapdája (Sunk Cost Fallacy)            | Michael Pressman    | Michael Chernuchin és Allison Intrieri | 2018. április 18. 2023. február 14.    | 6,58 millió |
| 430. | 20. | Eszter könyve (The Book of Esther)                             | Jean de Segonzac    | Richard Sweren és Ryan Causey          | 2018. május 2. 2023. február 14.       | 6,25 millió |
| 431. | 21. | Őrző (Guardian)                                                | Stephanie Marquardt | Julie Martin és Matt Klypka            | 2018. május 9. 2023. február 14.       | 5,71 millió |
| 432. | 22. | Mama (Mama)                                                    | Jean de Segonzac    | Lawrence Kaplow és Elizabeth Rinehart  | 2018. május 16. 2023. február 14.      | 5,31 millió |
| 433. | 23. | Emlékezz rám (Remember Me)                                     | Alex Chapple        | Michael Chernuchin és Julie Martin     | 2018. május 23. 2023. február 14.      | 6,12 millió |
| 434. | 24. | Emlékezz rám is (Remember Me Too)                              | Alex Chapple        | Michael Chernuchin és Julie Martin     | 2018. május 23. 2023. február 14.      | 6,12 millió |

## 20. évad (2018-2019)
| Sor. | Év. | Cím                                             | Rendező             | Író                                                                    | Premier                                | Nézettség    |
| ---- | --- | ----------------------------------------------- | ------------------- | ---------------------------------------------------------------------- | -------------------------------------- | ------------ |
| 435. | 1.  | Szedd össze magad (Man Up)                      | Alex Chapple        | Michael Chernuchin és Julie Martin                                     | 2018. szeptember 27. 2023. február 14. | 5,09 millió  |
| 436. | 2.  | Elesett a csatában (Man Down)                   | Alex Chapple        | Michael Chernuchin és Julie Martin                                     | 2018. szeptember 27. 2023. február 14. | 5,09 millió  |
| 437. | 3.  | Zéró tolerancia (Zero Tolerance)                | Michael Pressman    | Richard Sweren és Céline C. Robinson                                   | 2018. október 4. 2023. február 14.     | 4,21 millió  |
| 438. | 4.  | Bosszú (Revenge)                                | Martha Mitchell     | Michael Chernuchin és Lawrence Kaplow                                  | 2018. október 11. 2023. február 14.    | 4,44 millió  |
| 439. | 5.  | Őszintén hinni (Accredo)                        | Jean de Segonzac    | Julie Martin és Brianna Yellen                                         | 2018. október 18. 2023. február 14.    | 3,95 millió  |
| 440. | 6.  | Számkivetett (Exile)                            | Stephanie Marquardt | Michael Chernuchin és Allison Intrieri                                 | 2018. október 25. 2023. február 14.    | 4,22 millió  |
| 441. | 7.  | Gondviselő (Caretaker)                          | Jono Oliver         | Jordan Barsky                                                          | 2018. november 1. 2023. február 14.    | 4,62 millió  |
| 442. | 8.  | A Pokol Konyhája (Hell's Kitchen)               | Monica Raymund      | Richard Sweren és Ryan Causey                                          | 2018. november 8. 2023. február 14.    | 4,44 millió  |
| 443. | 9.  | Mea Culpa (Mea Culpa)                           | Mariska Hargitay    | Michael Chernuchin és Julie Martin                                     | 2018. november 15. 2023. február 14.   | 4 millió     |
| 444. | 10. | Vénemberek (Alta Kockers)                       | Alex Chapple        | Michael Chernuchin                                                     | 2018. november 29. 2023. február 14.   | 3,88 millió  |
| 445. | 11. | Műanyag (Plastic)                               | Fred Berner         | Lawrence Kaplow és Brianna Yellen                                      | 2019. január 10. 2023. február 14.     | 3,99 millió  |
| 446. | 12. | Kedves Ben (Dear Ben)                           | Jean de Segonzac    | Julie Martin és Matt Klypka                                            | 2019. január 17. 2023. február 14.     | 4,24 millió  |
| 447. | 13. | Még több jajszó története (A Story of More Woe) | Ray McKinnon        | Julie Martin és Céline C. Robinson                                     | 2019. január 31. 2023. február 14.     | 4,60 millió  |
| 448. | 14. | 33. rész (Part 33)                              | Alex Chapple        | Michael Chernuchin                                                     | 2019. február 7. 2023. február 14.     | 4,15 millió  |
| 449. | 15. | Bordély (Brothel)                               | Michael Pressman    | Julie Martin és Ryan Causey                                            | 2019. február 14. 2023. február 14.    | 4,18 millió  |
| 450. | 16. | Szembenézés a démonokkal (Facing Demons)        | Timothy Busfield    | Richard Sweren és Allison Intrieri                                     | 2019. február 21. 2023. február 14.    | 4 millió     |
| 451. | 17. | Eltűnt (Missing)                                | Constantine Makris  | Michael Chernuchin és Matt Klypka                                      | 2019. március 14. 2023. február 14.    | 4,11 millió  |
| 452. | 18. | Eszméletvesztés (Blackout)                      | Chris Misiano       | Peter Blauner                                                          | 2019. március 21. 2023. február 14.    | 4,29 millió  |
| 453. | 19. | Kedves Egybegyűltek (Dearly Beloved)            | Lucy Liu            | Richard Sweren és Allison Intrieri                                     | 2019. április 4. 2023. február 14.     | 3,93 millió  |
| 454. | 20. | A jó kislány (The Good Girl)                    | Jean de Segonzac    | Lawrence Kaplow és Brianna Yellen                                      | 2019. április 11. 2023. február 14.    | 3,94 millió  |
| 455. | 21. | Cserediák (Exchange)                            | Michael Pressman    | Michael Chernuchin és Jordan Barsky                                    | 2019. április 25. 2023. február 14.    | 3,63 millió  |
| 456. | 22. | Beszólások (Diss)                               | Alex Chapple        | Michael Chernuchin és Allison Intrieri                                 | 2019. május 2. 2023. február 14.       | 3,95 millió  |
| 457. | 23. | Feltételezések (Assumptions)                    | Fred Berner         | Történet: Julie Martin és Richard Sweren Tévéjáték: Michael Chernuchin | 2019. május 9. 2023. február 14.       | 3, 66 millió |
| 458. | 24. | Végső soron (End Game)                          | Alex Chapple        | Michael Chernuchin és Julie Martin                                     | 2019. május 16. 2023. február 14.      | 3,58 millió  |

## 21. évad (2019-2020)
| Sor. | Év. | Cím                                                                    | Rendező             | Író | Premier                                | Nézettség   |
| ---- | --- | ---------------------------------------------------------------------- | ------------------- | --- | -------------------------------------- | ----------- |
| 459. | 1.  | Sztárt csinálok belőled (I'm Going To Make You a Star)                 | Norberto Barba      | Warren Leight és Peter Blauner                                                                                 | 2019. szeptember 26. 2023. február 14. | 3,84 millió |
| 460. | 2.  | A legsötétebb út hazafelé (The Darkest Journey Home)                   | Jean de Segonzac    | Julie Martin és Warren Leight                                                                                  | 2019. október 3. 2023. február 14.     | 3,44 millió |
| 461. | 3.  | Titokban a Pokol Konyhájában (Down Low in Hell's Kitchen)              | Timothy Busfield    | Történet: Monet Hurst-Mendoza és Brendan Feeney Tévéjáték: Lisa Takeuchi Cullen, Julie Martin és Warren Leight | 2019. október 10. 2023. február 14.    | 3,42 millió |
| 462. | 4.  | A döntéseink terhe (The Burden of Our Choices)                         | Martha Mitchell     | Történet: Julie Martin és Micharne Cloughley Tévéjáték: Warren Leight és Julie Martin                          | 2019. október 17. 2023. február 14.    | 3,46 millió |
| 463. | 5.  | Éjfélkor Manhattanben (At Midnight in Manhattan)                       | Peter Werner        | Történet: Kathy Dobie és Micharne Cloughley Tévéjáték: Brianna Yellen                                          | 2019. október 24. 2023. február 14.    | 3,73 millió |
| 464. | 6.  | Rossz címen történt a gyilkosság (Murdered at a Bad Address)           | Michael Smith       | Történet: Denis Hamill Tévéjáték: Denis Hamill, Julie Martin és Warren Leight                                  | 2019. október 31. 2023. február 14.    | 3,98 millió |
| 465. | 7.  | Ügyvéd úr, ez a kínai negyed (Counselor, It’s Chinatown)               | Leslie Hope         | Történet: Kathy Dobie és Lisa Takeuchi Cullen Tévéjáték: Julie Martin és Warren Leight                         | 2019. november 7. 2023. február 14.    | 3,59 millió |
| 466. | 8.  | Géptörpékről álmodunk (We Dream of Machine Elves)                      | Jonathan Herron     | Történet: Brendan Feeney és Monet Hurst-Mendoza Tévéjáték: Julie Martin és Warren Leight                       | 2019. november 14. 2023. február 14.   | 3,79 millió |
| 467. | 9.  | Nem vonható felelősségre (Can't Be Held Accountable)                   | Norberto Barba      | Történet: Brianna Yellen Tévéjáték: Julie Martin és Warren Leight                                              | 2019. november 21. 2023. február 14.   | 3,81 millió |
| 468. | 10. | Legyen felelősségre vonható (Must Be Held Accountable)                 | Laurie Collyer      | Történet: Brianna Yellen és Denis Hamill Tévéjáték: Warren Leight és Julie Martin                              | 2020. január 9. 2023. február 14.      | 3,70 millió |
| 469. | 11. | Aki a bosszúért fest (She Paints for Vengeance)                        | Mariska Hargitay    | Történet: Kathy Dobie Tévéjáték: Kathy Dobie és Julie Martin                                                   | 2020. január 16. 2023. február 14.     | 3,60 millió |
| 470. | 12. | A leghosszabb esős éjszaka (The Longest Night of Rain)                 | Michael Smith       | Történet: Peter Blauner Tévéjáték: Peter Blauner és Warren Leight                                              | 2020. január 30. 2023. február 14.     | 3,63 millió |
| 471. | 13. | Törleszés a kék sarokban (Redemption in Her Corner)                    | Batán Silva         | Történet: Monet Hurst-Mendoza és Brianna Yellen Tévéjáték: Julie Martin és Warren Leight                       | 2020. február 6. 2023. február 14.     | 3,25 millió |
| 472. | 14. | Én is érdemlek egy kis szerelmet (I Deserve Some Loving Too)           | Jean de Segonzac    | Történet: Denis Hamill Tévéjáték: Denis Hamill, Julie Martin és Warren Leight                                  | 2020. február 13. 2023. február 14.    | 3,32 millió |
| 473. | 15. | Úszkálás cápákkal (Swimming with the Sharks)                           | Martha Mitchell     | Történet: Lisa Takeuchi Cullen Tévéjáték: Lisa Takeuchi Cullen, Warren Leight és Julie Martin                  | 2020. február 20. 2023. február 14.    | 3,36 millió |
| 474. | 16. | Örökre megszabadulni a fájdalomtól (Eternal Relief from Pain)          | Jean de Segonzac    | Peter Blauner                                                                                                  | 2020. február 27. 2023. február 14.    | 3,30 millió |
| 475. | 17. | Tánc, hazugság, videó (Dance Lies and Video Tape)                      | Leslie Hope         | Történet: Micharne Cloughley és Brendan Feeney Tévéjáték: Brendan Feeney, Julie Martin és Warren Leight        | 2020. március 26. 2023. február 14.    | 3,80 millió |
| 476. | 18. | Garland tűzkeresztsége (Garland's Baptism by Fire)                     | Norberto Barba      | Cheryl L. Davis és Micharne Cloughley                                                                          | 2020. április 2. 2023. február 14.     | 3,53 millió |
| 477. | 19. | Az ismeretlenek megoldása (Solving for the Unknowns)                   | Christopher Misiano | Brianna Yellen és Kathy Dobie                                                                                  | 2020. április 16. 2023. február 14.    | 4,06 millió |
| 478. | 20. | A dolgok, amiket el kell, hogy veszítsünk (The Things We Have to Lose) | Juan Campanella     | Warren Leight és Julie Martin                                                                                  | 2020. április 23. 2023. február 14.    | 3,69 millió |

## 22.  évad (2020-2021)
| Sor. | Év. | Cím                                                                        | Rendező            | Író | Premier                              | Nézettség   |
| ---- | --- | -------------------------------------------------------------------------- | ------------------ | --- | ------------------------------------ | ----------- |
| 479. | 1.  | Örzők és gladiátorok (Guardians and Gladiators)                            | Norberto Barba     | Történet: Brendan Feeney, Denis Hamill és Monet Hurst-Mendoza Tévéjáték: Warren Leight és Julie Martin                            | 2020. november 12. 2023. december 1. | 3,02 millió |
| 480. | 2.  | Dwight és Irena balladája (Ballad of Dwight and Irena)                     | Martha Mitchell    | Történet: Brendan Feeney és Julie Martin Tévéjáték: Brendan Feeney és Monet Hurst-Mendoza                                         | 2020. november 19. 2023. december 1. | 2,95 millió |
| 481. | 3.  | Emlékezz rám a karanténban (Remember Me in Quarantine)                     | Juan Campanella    | Julie Martin és Warren Leight | 2020. december 3. 2023. december 1.  | 4,18 millió |
| 482. | 4.  | Látatlanul egy vad földön (Sightless in a Savage Land)                     | Norberto Barba     | Matt Klypka, Denis Hamill, Julie Martin és Warren Leight                                                                          | 2021. január 7. 2023. december 1.    | 3,86 millió |
| 483. | 5.  | Kapcsolj privát üzemmódra (Turn Me on Take Me Private)                     | Juan Campanella    | Történet: Monet Hurst-Mendoza, Victoria Pollack, Julie Martin és Warren Leight Tévéjáték: Victoria Pollack és Monet Hurst-Mendoza | 2021. január 14. 2023. december 1.   | 3,83 millió |
| 484. | 6.  | A tanú keze messzire elér (The Long Arm of the Witness)                    | Martha Mitchell    | Történet: Denis Hamill és Warren Leight Tévéjáték: Denis Hamill és Micharne Cloughley                                             | 2021. január 21. 2023. december 1.   | 3,74 millió |
| 485. | 7.  | Vadászat, csapda, nemi erőszak és elengedés (Hunt, Trap, Rape and Release) | Batán Silva        | Történet: Kathy Dobie és Monet Hurst-Mendoza Tévéjáték: Kathy Dobie és Julie Martin                                               | 2021. február 18. 2023. december 1.  | 4,13 millió |
| 486. | 8.  | Az egyetlen kiút keresztül vezet (The Only Way Out Is Through)             | Martha Mitchell    | Történet: Micharne Cloughley és Kathy Dobie Tévéjáték: Brianna Yellen                                                             | 2021. február 25. 2023. december 1.  | 3,78 millió |
| 487. | 9.  | A tékozló fiú hazatérése (Return of the Prodigal Son)                      | Juan J. Campanella | Warren Leight és Julie Martin | 2021. április 1. 2023. december 1.   | 8,03 millió |
| 488. | 10. | Üdvözöljük a Pedofilok Moteljében (Welcome to the Pedo Motel)              | Jean de Segonzac   | Történet: Denis Hamill Tévéjáték: Denis Hamil, Julie Martin és Warren Leight                                                      | 2021. április 8. 2023. december 1.   | 4,89 millió |
| 489. | 11. | Szavainkat nem hallják meg (Our Words Will Not Be Heard)                   | Batán Silva        | Melody Cooper | 2021. április 15. 2023. december 1.  | 4,73 millió |
| 490. | 12. | Az év, amelyben mind elbuktunk (In the Year We All Fell Down)              | Jean de Segonzac   | Történet: Julie Martin és Warren Leight Tévéjáték: Julie Martin, Warren Leight és Kathy Dobie                                     | 2021. április 22. 2023. december 1.  | 4,50 millió |
| 491. | 13. | Csábító rablók a Moulinban (Trick-Rolled at the Moulin)                    | Batán Silva        | Történet: Brendan Feeney és Brianna Yellen Tévéjáték: Warren Leight és Julie Martin                                               | 2021. május 13. 2023. december 1.    | 4,45 millió |
| 492. | 14. | Posztgraduális pszichopata (Post-Graduate Psychopath)                      | Norberto Barba     | Történet: Brianna Yellen és Micharne Cloughley Tévéjáték: Brianna Yellen és Warren Leight                                         | 2021. május 20. 2023. december 1.    | 4,33 millió |
| 493. | 15. | Mi történhet a sötétben (What Can Happen In the Dark)                      | Jean de Segonzac   | Micharne Cloughley | 2021. május 27. 2023. december 1.    | 4,38 millió |
| 494. | 16. | Báránybőrbe bújt farkas (Wolves in Sheep's Clothing)                       | Norberto Barba     | Történet: Kathy Dobie és Christian Tyler Tévéjáték: Denis Hamill, Julie Martin és Warren Leight                                   | 2021. június 3. 2023. december 1.    | 4,23 millió |

## 23. évad (2021-2022)
| Sor. | Év. | Cím                            | Rendező              | Író | Premier              | Nézettség   |
| ---- | --- | ------------------------------ | -------------------- | --- | -------------------- | ----------- |
| 495. | 1.  | And the Empire Strikes Back    | Norberto Barba       | Warren Leight, Julie Martin és Bryan Goluboff                                                                      | 2021. szeptember 23. | 5,57 millió |
| 496. | 2.  | Never Turn Your Back on Them   | Norberto Barba       | Történet: Julie Martin és Bryan Goluboff Tévéjáték: Warren Leight                                                  | 2021. szeptember 23. | 5,57 millió |
| 497. | 3.  | I Thought You Were on My Side  | John Behring         | Történet: Julie Martin és Warren Leight Tévéjáték: Bryan Goluboff                                                  | 2021. szeptember 30. | 4,66 millió |
| 498. | 4.  | One More Tale of Two Victims   | Michael Pressman     | Történet: Denis Hamill és Monet Hurst-Mendoza Tévéjáték: Denis Hamill és Bryan Goluboff                            | 2021. október 7.     | 3,88 millió |
| 499. | 5.  | Fast Times @TheWheelHouse      | Martha Mitchell      | Brianna Yellen & Brendan Feeney                                                                                    | 2021. október 14.    | 3,96 millió |
| 500. | 6.  | The Five Hundredth Episode     | Juan J. Campanella   | Történet: Brianna Yellen & Warren Leight Tévéjáték: Brianna Yellen & Julie Martin                                  | 2021. október 21.    | 3,89 millió |
| 501. | 7.  | They'd Already Disappeared     | Bethany Rooney       | Kathy Dobie & Micharne Cloughley                                                                                   | 2021. november 4.    | 4,42 millió |
| 502. | 8.  | Nightmares in Drill City       | Norberto Barba       | Bryan Goluboff | 2021. november 11.   | 3,71 millió |
| 503. | 9.  | People vs. Richard Wheatley    | Michael Smith        | Történet: Julie Martin & Warren Leight Tévéjáték: Brendan Feeney & Monet Hurst-Mendoza & Candice Sanchez McFarlane | 2021. december 9.    | 3,49 millió |
| 504. | 10. | Silent Night, Hateful Night    | Norberto Barba       | Történet: Julie Martin & Kathy Dobie & Warren Leight Tévéjáték: Warren Leight                                      | 2022. január 6.      | 4,08 millió |
| 505. | 11. | Burning with Rage Forever      | Mary Lambert         | Brianna Yellen & Brendan Feeney                                                                                    | 2022. január 13.     | 4,22 millió |
| 506. | 12. | Tommy Baker's Hardest Fight    | Ed Bianchi           | Candice Sanchez McFarlane & Bryan Goluboff                                                                         | 2022. január 20.     | 4,31 millió |
| 507. | 13. | If I Knew Then What I Know Now | Juan J. Campanella   | Történet: Micharne Cloughley & Warren Leight Tévéjáték: Micharne Cloughley & Julie Martin                          | 2022. február 24.    | 5,15 millió |
| 508. | 14. | Video Killed the Radio Star    | Alex Zakrzewski      | Történet: Warren Leight & Julie Martin Tévéjáték: Denis Hamill & Monet Hurst-Mendoza                               | 2022. március 3.     | 4,50 millió |
| 509. | 15. | Promising Young Gentlemen      | David Grossman       | Történet: Julie Martin & Warren Leight Tévéjáték: Kathy Dobie & Candice Sanchez McFarlane & Brianna Yellen         | 2022. március 10.    | 4,51 millió |
| 510. | 16. | Sorry If It Got Weird for You  | Leslie Hope          | Történet: Bryan Goluboff & Brendan Feeney Tévéjáték: Brendan Feeney & Matt Klypka                                  | 2022. március 17.    | 4,71 millió |
| 511. | 17. | Once Upon a Time in El Barrio  | Oscar Rene Lozoya II | Történet: Bryan Goluboff & Denis Hamill Tévéjáték: Denis Hamill & Monet Hurst-Mendoza                              | 2022. április 7.     | 4,33 millió |
| 512. | 18. | Eighteen Wheels a Predator     | Martha Mitchell      | Történet: Kathy Dobie Tévéjáték: Brianna Yellen & Monet Hurst-Mendoza                                              | 2022. április 14.    | 4,74 millió |
| 513. | 19. | Tangled Strands of Justice     | Jean de Segonzac     | Történet: Brendan Feeney Tévéjáték: Warren Leight & Julie Martin                                                   | 2022. április 28.    | 4,89 millió |
| 514. | 20. | Did You Believe in Miracles?   | Pratibha Parmar      | Történet: Micharne Cloughley & Candice Sanchez McFarlane Tévéjáték: Micharne Cloughley & Victoria Pollack          | 2022. május 5.       | 4,90 millió |
| 515. | 21. | Confess Your Sins to Be Free   | Norberto Barba       | Történet: Denis Hamill & Warren Leight Tévéjáték: Julie Martin & Christian Tyler                                   | 2022. május 12.      | 4,50 millió |
| 516. | 22. | A Final Call at Forlini's Bar  | Juan J. Campanella   | Warren Leight & Julie Martin                                                                                       | 2022. május 19.      | 4,52 millió |

## 24. évad (2022-2023)
| Sor. | Év. | Cím                         | Rendező                             | Író                                                                                    | Premier              | Nézettség   |
| ---- | --- | --------------------------- | ----------------------------------- | -------------------------------------------------------------------------------------- | -------------------- | ----------- |
| 517. | 1.  | Gimme Shelter – Part Two    | Jean de Segonzac                    | Rick Eid & Gwen Sigan                                                                  | 2022. szeptember 22. | 5,47 millió |
| 518. | 2.  | The One You Feed            | Norberto Barba                      | David Graziano & Julie Martin                                                          | 2022. szeptember 29. | 4,62 millió |
| 519. | 3.  | Mirror Effect               | Michael Smith                       | Történet: David Graziano & Julie Martin Tévéjáték: Julie Martin & Margaret Rose Lester | 2022. október 6.     | 4,16 millió |
| 520. | 4.  | The Steps We Cannot Take    | Juan J. Campanella                  | Brianna Yellen & Kathy Dobie                                                           | 2022. október 13.    | 4,46 millió |
| 521. | 5.  | Breakwater                  | Jean de Segonzac                    | Történet: Denis Hamill Tévéjáték: Denis Hamill & Monet-Hurst Mendoza                   | 2022. október 27.    | 4,42 millió |
| 522. | 6.  | Controlled Burn             | Oscar Rene Lozoya II                | Történet: David Graziano & Julie Martin Tévéjáték: David Graziano & Nolan Dunbar       | 2022. november 3.    | 3,90 millió |
| 523. | 7.  | Dead Ball                   | Michael Smith                       | Brendan Feeney & Kathy Dobie & Gabriel Vallejo                                         | 2022. november 10.   | 4,12 millió |
| 524. | 8.  | A Better Person             | Michael Pressman                    | Történet: David Graziano Tévéjáték: Brianna Yellen & Margaret Rose Lester              | 2022. november 17.   | 4,95 millió |
| 525. | 9.  | And a Trauma In A Pear Tree | Norberto Barba                      | David Graziano & Julie Martin                                                          | 2022. december 8.    | 4,98 millió |
| 526. | 10. | Jumped In                   | Martha Mitchell                     | Történet: Terry Serpico & Kadia Saraf Tévéjáték: Brendan Feeney & Monet Hurst-Mendoza  | 2023. január 5.      | 5,49 millió |
| 527. | 11. | Soldier Up                  | Jonathan Herron                     | David Graziano & Julie Martin                                                          | 2023. január 12.     | 5,13 millió |
| 528. | 12. | Blood Out                   | Patricia Riggen                     | David Graziano & Julie Martin                                                          | 2023. január 26.     | 5,77 millió |
| 529. | 13. | Intersection                | Norberto Barba & Juan J. Campanella | David Graziano & Julie Martin                                                          | 2023. február 2.     | 5,34 millió |
| 530. | 14. | Dutch Tears                 | Bethany Rooney                      | Monet Hurst-Mendoza & Kathy Dobie & Gabriel Vallejo                                    | 2023. február 16.    | 5,13 millió |
| 531. | 15. | King of the Moon            | Mariska Hargitay                    | David Graziano & Julie Martin                                                          | 2023. február 23.    | 5,01 millió |
| 532. | 16. | The Presence of Absence     | Norberto Barba                      | Brianna Yellen & Brendan Feeney                                                        | 2023. március 23.    | 4,56 millió |
| 533. | 17. | Time Chaser                 | Juan J. Campanella                  | David Graziano & Julie Martin                                                          | 2023. március 30.    | 4,30 millió |
| 534. | 18. | Bubble Wrap                 | Batán Silva                         | Történet: Denis Hamill Tévéjáték: Margaret Rose Lester & Nolan Dunbar                  | 2023. április 6.     | 4,57 millió |
| 535. | 19. | Bend the Law                | Martha Mitchell                     | Történet: David Graziano & Julie Martin Tévéjáték: Brendan Feeney & Gabriel Vallejo    | 2023. április 27.    | 4,39 millió |
| 536. | 20. | Debatable                   | Jean de Segonzac                    | Történet: Julie Martin & Kathy Dobie Tévéjáték: Brianna Yellen & Kelly Minster         | 2023. május 4.       | 4,28 millió |
| 537. | 21. | Bad Things                  | Juan J. Campanella                  | Történet: David Graziano Tévéjáték: Julie Martin & Nicholas Evangelista                | 2023. május 11.      | 4,24 millió |
| 538. | 22. | All Pain Is One Malady      | Norberto Barba                      | David Graziano & Julie Martin                                                          | 2023. május 18.      | 4,37 millió |

## 25. évad (2024)
| Sor. | Év. | Cím                 | Rendező            | Író                                      | Premier           | Nézettség   |
| ---- | --- | ------------------- | ------------------ | ---------------------------------------- | ----------------- | ----------- |
| 539. | 1.  | Tunnel Blind        | Norberto Barba     | David Graziano és Julie Martin           | 2024. január 18.  | 5,66 millió |
| 540. | 2.  | Truth Embargo       | Jean de Segonzac   | Brendan Feeney és Nicholas Evangelista   | 2024. január 25.  | 5,00 millió |
| 541. | 3.  | The Punch List      | Norberto Barba     | David Graziano és Gabriel Vallejo        | 2024. február 1.  | 5,23 millió |
| 542. | 4.  | Duty to Report      | Juan J. Campanella | Kathy Dobie és Candice Sanchez McFarlane | 2024. február 8.  | 4,82 millió |
| 543. | 5.  | Zone Rouge          | Bethany Rooney     | David Graziano és Julie Martin           | 2024. február 22. | 5,07 millió |
| 544. | 6.  | Carousel            | Michael Smith      | Brendan Feeney és Michael Carnes         | 2024. február 29. | 4,72 millió |
| 545. | 7.  | Probability of Doom | Martha Mitchell    | David Graziano és Nicholas Evangelista   | 2024. március 14. | 4,70 millió |
| 546. | 8.  | Third Man Syndrome  | Norberto Barba     | Kathy Dobie és Candice Sánchez McFarlane | 2024. március 21. | 4,10 millió |
| 547. | 9.  | Children of Wolves  | Mariska Hargitay   | David Graziano és Julie Martin           | 2024. április 11. | 4,07 millió |
| 548. | 10. | Combat Fatigue      | Michael Smith      | David Graziano és Julie Martin           | 2024. április 18. | 4,78 millió |
| 549. | 11. | Prima Nocta         | Jean de Segonzac   | David Graziano és Julie Martin           | 2024. május 2.    | 4,32 millió |
| 550. | 12. | Marauder            | Juan J. Campanella | Brendan Feeney                           | 2024. május 9.    | 4,12 millió |
| 551. | 13. | Escalation          | Norberto Barba     | David Graziano és Julie Martin           | 2024. május 16.   | 4,14 millió |

## 26. évad (2024-2025)
| Sor. | Év. | Cím                   | Rendező              | Író                                                                                  | Premier            | Nézettség   |
| ---- | --- | --------------------- | -------------------- | ------------------------------------------------------------------------------------ | ------------------ | ----------- |
| 552. | 1.  | Fractured             | Norberto Barba       | David Graziano és Julie Martin                                                       | 2024. október 3.   | 3,81 millió |
| 553. | 2.  | Excavation            | Juan J. Campanella   | Történet: David Graziano és Julie Martin Tévéjáték: Brendan Feeney                   | 2024. október 10.  | 3,77 millió |
| 554. | 3.  | Divide and Conquer    | Martha Mitchell      | Történet: David Graziano és Julie Martin Tévéjáték: Candice Sanchez McFarlane        | 2024. október 17.  | 3,19 millió |
| 555. | 4.  | Constricted           | Michael Smith        | Történet: David Graziano és Julie Martin Tévéjáték: Kathy Dobie                      | 2024. október 24.  | 3,44 millió |
| 556. | 5.  | Economics of Shame    | Jean de Segonzac     | David Graziano és Julie Martin                                                       | 2024. október 31.  | 3,52 millió |
| 557. | 6.  | Rorschach             | Oscar Rene Lozoya II | Történet: David Graziano és Julie Martin Tévéjáték: Nicholas P. Evangelista          | 2024. november 7.  | 3,13 millió |
| 558. | 7.  | Tenfold               | Jonathan Herron      | Történet: David Graziano és Julie Martin Tévéjáték: Gabriel Vallejo                  | 2024. november 14. | 3,32 millió |
| 559. | 8.  | Cornered              | Juan J. Campanella   | David Graziano és Julie Martin                                                       | 2024. november 21. | 4,23 millió |
| 560. | 9.  | First Light           | Norberto Barba       | David Graziano és Julie Martin                                                       | 2025. január 16.   | 4,55 millió |
| 561. | 10. | Master Key            | Norberto Barba       | Történet: David Graziano és Julie Martin Tévéjáték: Nicholas P. Evangelista          | 2025. január 23.   | 4,76 millió |
| 562. | 11. | Deductible            | Oscar René Lozoya II | Kathy Dobie                                                                          | 2025. január 30.   | 3,94 millió |
| 563. | 12. | Calculated            | Batán Silva          | Történet: David Graziano és Julie Martin Tévéjáték: Nicholas P. Evangelista          | 2025. február 13.  | 3,99 millió |
| 564. | 13. | Extinguished          | Heather Quick        | Történet: David Graziano és Julie Martin Tévéjáték: Gabriel Vallejo                  | 2025. február 20.  | 3,84 millió |
| 565. | 14. | The Grid Plan         | Norberto Barba       | David Graziano és Julie Martin                                                       | 2025. február 27.  | 3,81 millió |
| 566. | 15. | Undertow              | Martha Mitchell      | Brendan Feeney                                                                       | 2025. március 13.  | 3,50 millió |
| 567. | 16. | Let Me Bring Pardon   | Brenna Malloy        | David Graziano és Julie Martin                                                       | 2025. március 20.  | 4,01 millió |
| 568. | 17. | Accomplice Liability  | Juan J. Campanella   | David Graziano és Julie Martin                                                       | 2025. április 3.   | 3,36 millió |
| 569. | 18. | The Accuser           | Martha Mitchell      | Andrea Ciannavei                                                                     | 2025. április 10.  | 3,71 millió |
| 570. | 19. | Play With Fire Part 2 | Juan J. Campanella   | David Graziano és Julie Martin                                                       | 2025. április 17.  | 4,23 millió |
| 571. | 20. | Shock Collar          | Norberto Barba       | Történet: David Graziano és Julie Martin Tévéjáték: Kathy Dobie és Candice McFarlane | 2025. május 1.     | 3,66 millió |
| 572. | 21. | Aperture              | Jean de Segonzac     | Michael Carnes                                                                       | 2025. május 8.     | 3,56 millió |
| 573. | 22. | Post-Rage             | Norberto Barba       | Történet: David Graziano és Julie Martin Tévéjáték: Kelly Minster                    | 2025. május 15.    | 3,99 millió |

## 27. évad (2025-2026)
| Sor. | Év. | Cím         | Rendező | Író | Premier              | Nézettség |
| ---- | --- | ----------- | ------- | --- | -------------------- | --------- |
| 574. | 1.  | In the Wind |         |     | 2025. szeptember 25. |           |
| 575. | 2.  | ?           |         |     | 2025. október 2.     |           |

## Fordítás
- Ez a szócikk részben vagy egészben  a   List of Law & Order: Special Victims Unit episodes című angol Wikipédia-szócikk ezen változatának fordításán alapul.  Az eredeti cikk szerkesztőit annak laptörténete sorolja fel. Ez a jelzés csupán a megfogalmazás eredetét és a szerzői jogokat jelzi, nem szolgál a cikkben szereplő információk forrásmegjelöléseként.